# Modisimus mitchelli
Modisimus mitchelli là một loài nhện trong họ Pholcidae. Loài này được phát hiện ở México.